# (65) Cíbele
(65) Cíbele és l'asteroide número 65 de la sèrie. Fou descobert a Marsella el 8 de març del 1861 por l'astrònom alemany Ernst Wilhelm Leberecht Tempel. És un dels asteroides més grans del cinturó principal i és de la classe C. El seu nom es deu a la deessa de la fertilitat Cibeles.